# Bandiera di Ejin
La bandiera di Ejin (额济纳旗S, ÉjǐnàP) è una bandiera della Cina, situata nella regione autonoma della Mongolia Interna e amministrata dalla lega dell'Alxa.